# Ambísagro
Na religião gálico-romana, Ambísagro (latim: Ambisagrus) era um deus gaulês cultuado na Aquileia na Gália Cisalpina, onde estava identificado com Júpiter.
 

O nome pode ser composto do prefixo proto-céltico *ambi- ('em torno') e da raiz *sagro-. O Dr. John Koch sugeriu também que este epíteto joviano se possa ter aplicado originalmente à Taranis, com alusão à tendência de que o trovejar próximo a um observador parecesse totalmente circundante.